# Kenozoikum
Kenozoikum (z řec. καινός kainos, nový, nedávný a ζωή zóé, život) je nejmladší geologická éra. Začala před 66,0 miliony let (± 0,1 m. l.) po velkém vymírání živočišných a rostlinných druhů na konci křídy, kterou se skončila éra druhohor – mezozoikum.
Kenozoikum je známé jako éra savců, v kontrastu s předchozí "érou plazů", kdy dominovali po desítky milionů let dinosauři a některé další skupiny plazů ve všech tehdejších prostředích.

## Rozdělení
Kenozoikum se dělí na tři periody:
- Kvartér (čtvrtohory) (asi 2,588 Ma až do současnosti)
- Neogén (asi 23,0 Ma – 2,588 Ma)
- Paleogén (asi 66,0 – 23,0 Ma)

Dříve se neogén a paleogén spojoval do éry s názvem třetihory (terciér), ty již ale podle Mezinárodní komise pro stratigrafii (ICS) nejsou oficiální stratigrafickou jednotkou, přesto se jako pomocná jednotka nadále užívá.

## Geologický vývoj
V kenozoiku pokračovalo dělení kontinentů až po jejich současnou podobu. Důležitým procesem byl (resp. stále je) posun fragmetů Gondwany na sever a kontakt s Laurasií, stejně jako otevření a následné rozšiřování Atlantiku.
Jižní Amerika též směřovala severně, ale úplné kolizi se Severní Amerikou zabránily menší tektonické desky v oblasti dnešního Karibiku, které působily jako „airbagy“ a podstatně utlumily náraz v čase středního pliocénu. Pozůstatky tohoto procesu tvoří recentní vulkanismus Karibského moře a přilehlých oblastí.
Střet Afriky s Eurasijskou deskou nebyl tak poklidný, panovaly při něm mnohem větší kompresní sily. Důsledkem tohoto střetu byl zánik moře Tethys (jeho zbytky jsou dnešní Středozemní a Černé moře. Komprese zapříčinila vznik pohoří Alpy a Karpaty. Poslední velký dopad na morfologii zemského povrchu měl střet Indie s Asijským kontinentem a vznik několika pásmových pohoří (Himálaj, Pamír, Hindúkuš, atd…). Vrásnění které podnítilo vznik pásmových pohoří v kenozoiku (příp. koncem mezozoika) se nazývá Alpinské vrásnění.

## Podnebí

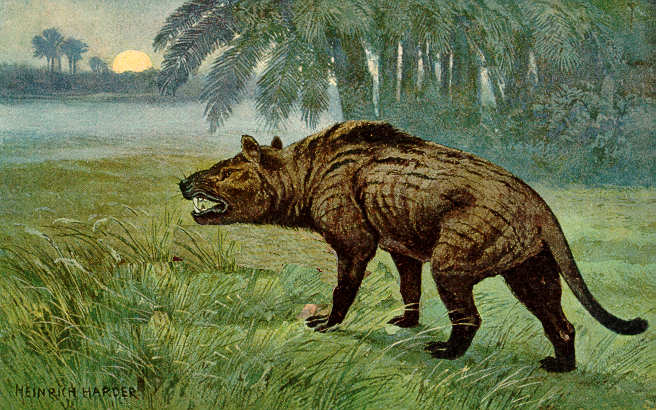
Hyenodont – jeden z největších dravců v oligocénu, byl rozšířený v Asii, Severní Americe, Africe a Evropě (kresba Heinricha Hardera přibližně z roku 1920).

Z hlediska klimatologie pokračuje teplé období z druhohor, vrcholí ve středním eocénu. Bylo tedy mnohem teplejší a vlhčí podnebí než v současnosti. Nástupem neogénu se klima začíná ochlazovat, možná příčina tkví ve vyzdvihnutí Himálaje. V pleistocénu pokračuje ochlazování, jehož výsledkem je několik ledových dob, přerušených teplejšími periodami. V souvislosti s růstem kontinentálních ledovců dochází k poklesu hladiny moří a tím i ke vzniku nových pevnin.

## Vývoj života

### Fauna
Koncem křídy došlo k masívnímu vyhynutí většiny mořských (amoniti, belemniti, mořští plazi) stejně jako suchozemských (dinosauři) živočišných druhů. Přeživší savci a ptáci rychle využili volný prostor a začali se hromadně rozšiřovat na zemském povrchu. Ptáci se začátkem paleogénu na krátký čas stávají vládci planety (až 2 m vysocí nelétaví dravci, jejichž zkameněliny se našly v Laurasii a v Jižní Americe, byli postrachem všeho živého v kenozoiku).
K biostratigrafickému členění se používá zejména nanoplankton a planktonní dírkovci. K významné fauně patří měkkýši a žraloci.
Důležitým faktorem, který ovlivnil faunu v neogénu, byl vývoj druhů spásajících trávu na savanách. Na její spásání se postupně adaptovali někteří býložraví savci (lichokopytníci, sudokopytníci). Zajímavou větev představuje vývoj v Jižní Americe, která byla relativně izolovaná od okolního světa. Přinesla mnoho životních forem: rody Litopterna (v podstatě kombinace velblouda a koně), Notoungulata.
Vyvíjí se řada druhů šelem, např. dnes již vyhynulí šavlozubí tygři nebo jeskynní medvědi. Objevují se chobotnatci i kytovci. Z prvních primátů se koncem neogénu vyvíjejí předkové člověka. Mezi prvními to jsou australopithekové v Africe s jejich adaptací na chůzi po dvou končetinách (bipedie). Předchůdci rodu Homo vyrábějí kamenné nástroje, z tohoto důvodu se období začínající právě tímto počátkem užívání kamenných nástrojů v historii nazývá paleolit.
Ke konci pleistocénu na konci poslední doby ledové – würmu dochází k vymírání řady druhů velkých savců, např. mamutů, obřích jelenů, srstnatých nosorožců a dalších. Předmětem spekulací je vliv člověka na tomto procesu. Vzhledem k tehdejšímu řídkému lidskému osídlení lze však příčinu vymírání spíš vidět v celkové globální změně klimatu.
Během poslední doby ledové vymírá člověk neandrtálský a homo sapiens sapiens tak zůstává posledním příslušníkem rodu homo. Od primitivních kultur lovců mamutů v paleolitu, přes kultury lovců sobů v mezolitu člověk objevuje v neolitu zemědělství. Na konci neolitu poznává možnosti využití kovů a díky tomu se po celém světě objevují nové vyspělé lidské kultury nebo celé civilizace.

### Flóra
Vymírání na konci křídy postihlo i rostlinstvo. Vyhynuly hlavně některé skupiny nahosemenných rostlin, zvláště cykasorostů a gingorostů. Svého největšího rozvoje dosáhly krytosemenné rostliny, které dominují suchozemské flóře dodnes. Velký rozvoj však stále zažívají i borovicorosty, které místy dominují zvláště v chladnějších oblastech (tajga, vysoká pohoří).
V třetihorách bylo klima teplé bez zalednění, díky čemu rostly subtropické lesy téměř na celém území Evropy. Nástup čtvrtohorních zalednění a jejich vícenásobné střídání s dobami meziledovými způsobil obrovskou zátěž pro evropskou flóru. V dobách ledových se většina rostlin soustředila na nejjižnějších poloostrovech kontinentu (Pyrenejský, Apeninský a jih Balkánu), které svojí rozlohou nejsou velké. V dalším pronikání na jih jim částečně bránilo Středozemní moře. Změny klimatu spojené se soustředěním druhů na omezeném území způsobovaly opakované vymírání mnohých druhů a ochuzování evropské flóry mírného pásma. Ta byla sice částečně doplněná hlavně z Asie, ale dodnes je druhově chudší než asijská nebo severoamerická (pro jejich flóry zalednění představovala menší zátěž, protože na rozdíl od Evropy pronikání druhů na teplejší jih nebránilo v Asii ani v Severní Americe žádné moře).